# Lista över rollfigurer i The Legend of Zelda-serien
Följande artikel är en lista över rollfigurer i The Legend of Zelda-serien utvecklad av Nintendo.

## Navi
Navi är en fe som, på order av Det Stora Dekuträdet, slår följe med Link i spelet The Legend of Zelda: Ocarina of Time. I spelet ses hon som en liten fe, omgiven av ett blått ljus som får henne att se ut som en boll med vingar, som flyger bredvid Link och ger honom tips och råd under spelets gång. Ibland ändrar hon färg och blir grön, detta är för att visa att det finns något hemligt/gömt i närheten av Link eller om det finns en skylt i närheten. Om man möter en fiende blir hon gul och kan ge lite information om denne.
I slutet av Ocarina of Time försvinner Navi ur historien, och det är allmänt spekulerat att hon är den "kära vän" som Link beger sig ut för att hitta i spelet The Legend of Zelda: Majora's Mask.
Navi anses av många Zelda-fans vara bland de mest irriterade figurerna i Zelda-serien. Detta beroende på att hon under spelets gång hörs säga "Hey" eller "Listen" varje gång hon vill säga något - vilket är ofta.

## Midna
Midna (ミドナ Midona?) är en av huvudfigurerna i spelet The Legend of Zelda: Twilight Princess. I spelet är hon prinsessan i Twilight Realm, men blir förvandlad till en liten imp av tjänaren Zant, som med hjälp av Ganondorfs krafter knycker tronen.
Oförmögen att ta tillbaka sitt rike i impform börjar Midna att söka efter någon i landet Hyrule som hon kan använda sig av för att återta tronen. Där hittar hon Link som blivit förvandlad till varg och tillfångatagen. Hon hjälper honom att fly i utbyte mot att han hjälper henne. Hon är till en början elak och självgod och utnyttjar Link för egen vinning, men när prinsessan Zelda av Hyrule riskera sitt liv för att rädda Midnas liv inser hon att det finns mer än bara hennes eget rike som hon måste ta i beaktande. Midna ses oftast ridande på Links rygg då han är varg, men när Link återtar sin mänskliga skepnad gömmer sig Midna som hans skugga på marken. Hon får tillbaks sin riktiga form som twili efter att Ganondorf blivit besegrad av Link.
Midna är den enda av sitt folk som inte har blivit förvandlad till mörka varelser som Link möter flera gånger under spelet och som sedan bildar portaler mellan Twilight Realm och Hyrule. Genom dessa portaler kan Midna, under spelets gång teleportera Link och sig själv igenom. Midna har även flera andra förmågor som framgår tydligt när Link är i vargform. Hon kan till exempel hjälpa honom att hoppa över stora hål, som man annars inte kan komma över.

## Octorok
Octorok (オクタロック Okutarokku?) dök först upp i The Legend of Zelda och är en bläckfisk. Den skjuter projektiler på sin fiende som kan skjutas tillbaka med hjälp av Links sköld. De kan ses gå på land, men i 3D-grafiksspelen befinner de sig mestadels i vattenområden. Deras namn slutar liksom många andra fienders namn på ...rok. De är originalfiender och dyker upp i nästan alla spelen i serien.

## Agahnim
Agahnim (司祭アグニム shisai AGUNIMU?) är den onda trollkarlen som släpper ut Ganon ur sitt mörka fängelse i spelet The Legend of Zelda: A Link to the Past. Han är den som fängslar prinsessan Zelda och hennes vänner i Dark World. Link tvingas möta Agahnim några gånger under spelets gång. I bossmötet kastar Agahnim energibollar, vilka Link för att vinna striden måste slå tillbaka med Master Sword.
Agahnim är även en miniboss i Dancing Dragon Dungeon, i spelet The Legend of Zelda: Oracle of Seasons.

## Tingle
Tingle (チンクル Chinkuru?) (ibland kallad Tincle i Japan) är en 35-årig figur från The Legend of Zelda-serien. Tingle gjorde sitt första framträdande i The Legend of Zelda: Majora's Mask. Han är besatt av skogsfeer och Rupees, klär ut sig i en grön kostym och flyger gärna runt fastknuten i en röd ballong. Det framgår även i The Legend of Zelda: The Wind Waker att Tingle har två bröder, Ankle och Knuckle, och en halvbror vid namn David Jr. I Freshly-Picked Tingle's Rosy Rupeeland träffar man på Tingles farbror, som ej namnges.
Tingle har sedan sitt första framträdande varit med i mängd Zeldaspel, men även fått en egen TV-spelsserie, främst i Japan. Några av de spel som ingår där är Freshly-Picked Tingle's Rosy Rupeeland, Tingle's Balloon Fight, Dekisugi Tingle Pack och Irodzuki Tincle no Koi no Balloon Trip.

## Fotnoter
1. ↑  Tingle på Zeldapedia
2. ↑  Tingle's Uncle på Zeldapedia